# Bruch, Lot-et-Garonne
Bruch là một xã thuộc tỉnh Lot-et-Garonne trong vùng Nouvelle-Aquitaine phía tây nam nước Pháp. Xã này nằm ở khu vực có độ cao trung bình 28mét trên mực nước biển.